# Стэнли, Оуэн
Оуэн Стэнли (англ. Owen Stanley; 13 июня 1811 — 13 марта 1850) — британский капитан, исследователь.
Оуэн Стэнли родился в 1811 году в Олдерли (Чешир, Англия). Его отец Эдвард Стэнли (впоследствии ставший епископом Норвичским) был вторым сыном сэра Джона Стэнли, баронета, который в свою очередь являлся младшим братом сэра Джона Стэнли, барона Стэнли Олдерлийского.
В пятнадцатилетнем возрасте Оуэн Стэнли поступил в Королевскую военно-морскую академию в Портсмуте, девять лет прослужил под началом Филипа Кинга, плавая на его исследовательском судне «Эдвенчур», затем плавал под началом Джона Франклина. В 1836 году он отправился в Арктику в качестве офицера по научной части на корабле Джорджа Бэка «Террор». В 1838 году Оуэн Стэнли получил под командование судно «Бритомарт», и отплыл на нём в Австралию, откуда вернулся в 1843 году. В марте 1842 года он был избран в члены Лондонского королевского общества.
В декабре 1846 года Оуэн Стэнли отплыл из Портсмута в Сидней (куда прибыл в июле 1847 года) на судне «Рэттлснэйк», чтобы исследовать Торресов пролив и воды, омывающие Большой Барьерный риф. На обратном пути, выполнив основное задание, Оуэн Стэнли умер в Сиднее в 1850 году. Он был удостоен государственных похорон.
В честь Оуэна Стэнли назван хребет Оуэн-Стэнли на острове Новая Гвинея, южную часть которого он исследовал в 1849 году.